# Тутаєвський район
Тутаєвський район (рос. Тутаевский район) — адміністративна одиниця Ярославської області Російської Федерації.
Адміністративний центр — Тутаєв.

## Адміністративний поділ
До складу району входять одне міське та 4 сільських поселення:
1. міське поселення Тутаєв (в межах м. Тутаєв)
2. Артем'євське сільське поселення (д. Ємішево)
  - Артем'євський сільський округ
  - Ніколо-Едомський сільський округ
3. Константиновське сільське поселення (смт Константиновський)
  - смт Константиновський
  - Фоминський сільський округ
4. Лєвобережне сільське поселення (с. Борисоглєб)
  - Родіоновський сільський округ (с. Пшеничище)
  - Помогаловський сільський округ (д. Бєлятіно)
  - Великосельський сільський округ (д. Велике Село)
  - Метенінінський сільський округ
  - Борисоглєбський сільський округ
  - Нікольський сільський округ
5. Чобаковське сільське поселення (д. Нікульське)
  - Чобаковський сільський округ